# Normal Generation?
Normal Generation? war eine deutsche Popgruppe aus dem Raum Stuttgart.
Die Gruppe wird aufgrund ihrer Texte und besonderer außermusikalischer Aktionen der Christlichen Popmusik zugeordnet. Sie galt als eine der wichtigsten deutschen Bands dieses Genres, für das die Bandmitglieder selbst ein Festival ins Leben riefen. Mit ihren Liedern hatten die Musiker in Deutschland bisher größeren kommerziellen Erfolg als andere Interpreten im sogenannten christlichen Popsektor Ende der 1990er Jahre bis Anfang des neuen Jahrtausends. Auftritte bzw. Radio-Hits konnte die Gruppe bisher auch in den Niederlanden, Großbritannien, Finnland und der Schweiz verbuchen.

## Bandgeschichte
1995 hatte die Band am „Teenietag“ ihren ersten Auftritt (noch ohne Rebecca Gamer und Benny Wengert, die erst 1996 dazukamen). Hier entstand auch – aus einer spontanen Idee heraus – der Name der Band.
1996 wurde Normal Generation? von Simon Veigel und seinem Freund Stefan Waidelich offiziell gegründet. Rebecca Gamer komplettierte als Sängerin die Band. Im gleichen Jahr erhielten die Musiker bei Pila Music, Dettenhausen, einen Plattenvertrag, und es erschien zum Jahresende ihr erstes Album mit dem Titel Normal Generation?. Bei den CD-Aufnahmen wurden sie von der christlichen Liedermacherin Andrea Adams-Frey mit Gesangseinlagen unterstützt. Dies war insofern ungewöhnlich, als dass es sich um eine Produktion im Stil des Dancefloor und House handelte, bzw. mit der christlichen Entsprechung „Sanctified Dance“. Vor der Vorstellung des Albums folgte eine erste größere Tour durch Deutschland sowie einige Festivalauftritte in der Schweiz und den Niederlanden.
1998 folgte dann ihr zweites Album Normal Generation? II, das stilistisch und inhaltlich das Debüt fortführte, aber gleichzeitig in Richtung Popmusik weiterentwickelte. Das Album erschien nicht mehr bei „Pila Music“, sondern mit ihrem neuen – europäischen – Partner „Alliance Music UK & Benelux“ sowie beim neuen deutschen Ableger des Musiklabels. Im selben Jahr startete ihr eigenes Festival, das so genannte „More of God Camp“, wo es neben Musik auch Kreativ- und Gottesdienstangebote gab, besonders für die Zielgruppe der Teenager. Diese Camps erlangten in Deutschland unter der christlich geprägten Jugend große Popularität und wurden auch in den Folgejahren fortgeführt.
2000 stellte die Band mit Outsiders ihr drittes Album vor, das wiederum bei „Alliance Music“ erschien. Die Musiker arbeiteten im Rahmen der Produktion des Albums stark an ihrem Songwriting und öffneten sich stilistisch mehr dem Pop-Markt, hatten erstmals aber auch echte Rockeinflüsse zu bieten.
Im Juni 2001 wurde mit Long For You die erste Single der Band veröffentlicht, die auch in säkularen Plattenläden erhältlich war. Dazu wurden Anzeigenkampagnen in christlichen und säkularen Zeitschriften und Zeitungen geschaltet. Außerdem nahmen viele Radiosender den Song in ihre Rotationslisten auf. Das Stück erreichte in der Endabrechnung der deutschen Single-Charts den 65. Platz. Die Band hatte Ende 2000 einen Plattenvertrag beim neuen Label von Produzent Dieter Falk, „Stereo Wonderland“, unterschrieben. Dieses stellt eine Unterdivision beim Majorlabel Polydor/Universal Music dar.
2002 erschien mit VIP das vierte Album, erneut bei „Stereo Wonderland“. Die breite Öffentlichkeit wurde verstärkt auf Normal Generation? aufmerksam und das Musiklabel entschied, die Band zum Vorentscheid des „Eurovision Song Contest“ zu schicken. Dabei belegte die Band mit ihrer Gospel-Pop-Ballade Hold On den dritten Platz. Der von 26,4 Prozent der Telefonanrufer gewählte Beitrag wurde zuvor bereits offiziell von der Evangelischen Kirche Deutschlands mit der Aktion „Gott in die Charts“ unterstützt. Dieses Stück erschien ebenfalls als Kauf-Single und erreichte neben Radiopräsenz auch einen Auftritt in der Show „TV Total“ von Stefan Raab.
Das fünfte Album der Band erschien 2003: Freedom. Zuvor hatte die Band einen neuen Vertrag bei J-Star unterschrieben; der neue Vertrieb war BMG. Nach Vermarktung und Tourneen legten die Künstler 2004 eine Kreativ- und Arbeitspause ein, die gegenwärtig andauert. Diese Pause wurde wegen des „More of God days“ in Stuttgart eingelegt, an dem die Band mitwirkte und mitorganisierte.
Am 1. März 2008 wurde in Altensteig das Album More of God vorgestellt, das in Zusammenarbeit mit anderen Musikern produziert und von Derek von Krogh herausgebracht wurde.

## Diskografie

### Alben
- 1996 Normal Generation? (Pila Music)
- 1998 Normal Generation? II (Alliance Music UK, Benelux & Deutschland)
- 2000 Outsiders (Alliance Music UK, Benelux & Deutschland)
- 2002 VIP (Stereo Wonderland / Polydor/Universal)
- 2003 Freedom (J-Star Records / BMG Vertrieb)
- 2008 More of God (Derek von Krogh)

### Singles
- 1997 You And Me (Alliance Music UK & Benelux / Pila Music)
- 1998 Everybody | Somebody Like You (Alliance Music UK, Benelux & Deutschland)
- 2001 Long For You (Stereo Wonderland / Polydor/Universal)
- 2002 Hold On (Stereo Wonderland / Polydor/Universal)
- 2002 Please Wake Me Up (Stereo Wonderland / Polydor/Universal)

## Auszeichnungen
- 2002 Die Single Long For You wird beim Radiosender SWR3 zum Song des Jahres gewählt.

## Sonstiges
In den Jahren 2001 und 2002 wurden Normal Generation? von der Evangelischen Kirche in Deutschland mit der Aktion „Gott in die Charts“ gefördert, was in gemeinsamen Auftritten, Kampagnen bzw. Anzeigen sichtbar wurde.